# Nu e're djur igen
Nu e're djur igen är ett musikalbum av bandet Electric Banana Band från 2000. Omslaget är taget ifrån Beatles klassiska skiva Sgt. Peppers Lonely Hearts Club Band och är en hyllning till Peter Blake.

## Låtlista
All musik är skriven av Janne Schaffer och alla texter är skrivna av Lasse Åberg om inget annat anges.
1. "Startprata" – 0:23
2. "Jag ska bli som en delfin" – 4:18
3. "Den vandrande pinnen Lars" – 3:47
4. "Jag vill ha en datamus" – 3:47
5. "Skunkprata" – 0:53
6. "Skunkrock" – 3:46
7. "Hästar har ingen humor" – 3:40
8. "Man måste bry sig om hur ungarna mår" – 3:40
9. "Här seglar herr Banan" – 3:53
10. "Taxfri" – 3:39
11. "Das Rap" – 3:56
12. "Prylprata" – 0:39
13. "Statuz" – 3:21
14. "Hårda paket" (Nyinspelning på en låt, inspelad 1995)[1] – 3:57
15. "Spanska klådan" – 4:09
16. "Etton hatt i danen" (Alice Tegnér) – 0:26
17. "Alf Lundin" – 4:07
18. "Pop-prata" – 0:52
19. "UFB (Unidentified Flying Banana)" (Engelsk text: Thomas H. Minor) – 4:15
  - Engelsk text på Electric Banana Bands tidigare låt "Banankontakt".
20. "Slutprata" – 0:30

- Bonus: Puzzeltajm (demo från dataspelet Speltajm)

## Medverkande
- Electric Banana Band:
  - Lasse Åberg — sång
  - Klasse Möllberg — sång,
  - Janne Schaffer — elgitarr, akustisk gitarr
  - Peter Ljung — synthesizer
  - Per Lindvall — trummor
  - Pablo Cepeda — congas
  - Sven Lindvall — bas
  - Robban Ivansson — programmering, trumloop
  - Kör:
  - Henrik Rongedal
  - Magnus Rongedal
  - Maria Wickman
- Andra medverkande:
  - Stefan Blomquist — synthesizer (14)
  - Per Hedtjärn — trummor (14)
  - Tommy Lydell — syntbas och trumloop (14)
  - Johan Granström — bas (14)
  - Tommy Cassemar — bas (15, 17, 19)
  - Oscar Jönsson — sång (16)
  - Annica Boller — kör (17)
  - Marianne Flynner — kör (17)
  - Mikael Rickfors — kör (19)
  - Douglas Lawton — kör (19)
  - Caj Högberg — kör (19)